# La mano sinistra di Dio (Lindsay)
(Dexter)
La mano sinistra di Dio (titolo originale: Darkly Dreaming Dexter) è un romanzo di Jeff Lindsay. È alla base della prima stagione della serie televisiva Dexter. Il romanzo è stato distribuito anche con il titolo Dexter il vendicatore.

## Trama
Il protagonista, Dexter Morgan, lavora per il dipartimento di polizia di Miami. Il suo impiego consiste nell'analizzare le macchie di sangue sulla scena del crimine al fine di ricostruire la posizione del killer e della vittima e la dinamica del delitto. Nel tempo libero, Dexter si trasforma in un serial killer. Uccide persone, solitamente assassini, che ritiene non siano state punite dalla legge.
Dexter possiede inoltre una voce interna alla quale si riferisce chiamandola "Passeggero Oscuro" che lo incita a uccidere. Dopo aver eseguito, la voce è saziata per un certo tempo e rimane in silenzio fino a quando non sentirà il bisogno di esortare nuovamente all'assassinio.
Da bambino, Dexter e suo fratello maggiore Brian, furono rinchiusi in un container nel Porto di Miami per due giorni circondati dai cadaveri, affamati e seduti nel sangue delle vittime. Uno dei cadaveri era quello della madre dei due bambini. Un trafficante di droga aveva ucciso lei e altre persone con una sega elettrica e i due bambini avevano assistito a tutta la scena. Traumatizzato, Dexter divenne incapace di empatia o rimorso. Suo padre, Harry Morgan, si era reso conto della natura di Dexter, capendo che il bambino avrebbe iniziato a sentire il bisogno di uccidere. Gli insegnò quindi a controllare l'impulso e a uccidere solo coloro che "meritavano" di essere uccisi. Gli insegnò anche come integrarsi nel mondo che lo circondava, nascondendo il suo vero io dietro una facciata.
Dexter riesce a gestire la sua doppia vita per anni, ma è impreparato quando un serial killer con uno stile artistico e burlone inizia a terrorizzare le prostitute di Miami. Il killer si scatena nella città e inizia a mandare messaggi a Dexter, che trova la serie di crimini interessante. Nel frattempo, Deborah, la sorella di Dexter, vede gli omicidi come un buon modo per poter entrare nel Dipartimento della Omicidi, della polizia di Miami. Dexter è combattuto tra l'ammirare il lavoro del killer e l'aiutare la sorella a catturarlo.
La vicenda è narrata in prima persona da quello che è allo stesso tempo serial killer e perito ematologo. 

## Riconoscimenti
- Premio Dilys 2005.[1]

## Serie televisiva
Da questo romanzo è stata tratta la serie televisiva Dexter, trasmessa da Showtime negli Stati Uniti d'America e da Fox Crime in Italia. Mentre la prima stagione segue largamente la trama di La mano sinistra di Dio, dalla seconda stagione la serie si distacca totalmente dai romanzi di Jeff Lindsay, seguendo una propria continuity.

## Edizioni
- Jeff Lindsay, La mano sinistra di Dio, traduzione di A. C. Cappi, collana romanzi, Sonzogno, 2005,  p. 306.
- Jeff Lindsay, Dexter il vendicatore, collana Il Giallo Mondadori, Mondadori, 2010.